# 蔡碧仲
蔡碧仲（1958年9月—），中華民國無黨籍的法界人物，出生於臺灣雲林縣元長鄉，居於嘉義市東區，曾任法務部政務次長、花蓮縣代理縣長。

## 經歷
曾任中華民國律師公會全國聯合會副理事長、中華民國律師公會全國聯合會理事、臺灣嘉義地方檢察署、臺灣雲林地方檢察署、臺灣澎湖地方檢察署檢察官、蔡碧仲律師事務所負責人、行政院洗錢防制辦公室主任、法務部政務次長等職務。2018年9月，時任花蓮縣縣長傅崐萁因纏訟十四年的合機炒股案有罪定讞，被判處八個月有期徒刑而被解職，隨後行政院指派蔡碧仲為花蓮縣代理縣長，並於任期屆滿後回任法務部政務次長。

## 爭議

### 個人臉書支持特定立委候選人
2019年12月17日，蔡碧仲在臉書貼文表態支持民進黨花蓮縣立法委員蕭美琴，呼籲花蓮鄉親「用選票黏住蕭美琴」，此舉打破法務部官員不助選慣例，引發爭議。蔡碧仲稱自己是政務人員，依法不受行政中立法之限制，可於公暇時間助選、站台、造勢。唯因值選舉期間，法務部刻正察查選舉違紀情形，以副首長身分表態支持特定候選人，仍不免傷害政府執法形象之質疑。經法務部長蔡清祥當面勸說要求「謹言慎行」，隨後蔡碧仲刪除臉書貼文。

## 外部連結
- 蔡碧仲的Facebook專頁

| 中華民國政府職務                   | 中華民國政府職務                              | 中華民國政府職務 |
| ---------------------------------- | --------------------------------------------- | ---------------- |
| 花蓮縣政府                         |                                               |                  |
| 前任： 顏新章（代理） 正任：傅崐萁 | 花蓮縣縣長 代理 2018年9月17日－2018年12月25日 | 繼任： 徐榛蔚    |